# Morzinové
Morzinové byli český šlechtický rod původem ze severní Itálie. Do Čech přišli v době třicetileté války v 17. století. Rod vymřel po meči roku 1881, ve spojení s Černíny (Černín-Morzin) se v Čechách udržel až do konfiskací roku 1945.

## Rodové jméno
Původní jméno rodu znělo z Mohru (von Mohr) s trupem mouřenína (německy Mohr) v erbu. Poté, co byl Anselmovi z Mohru za jeho zásluhy na bitevním poli erb polepšen o druhé pole se stříbrnou zdí a cimbuřím (německy Zinne), odvozoval rod od nového erbu označení Mohr - Zinn (= Morzin). V další historii rodu se objevuje také další pravopis rodového jména jako Marzin, Martzin, Mortczini ad.

## Historie rodu

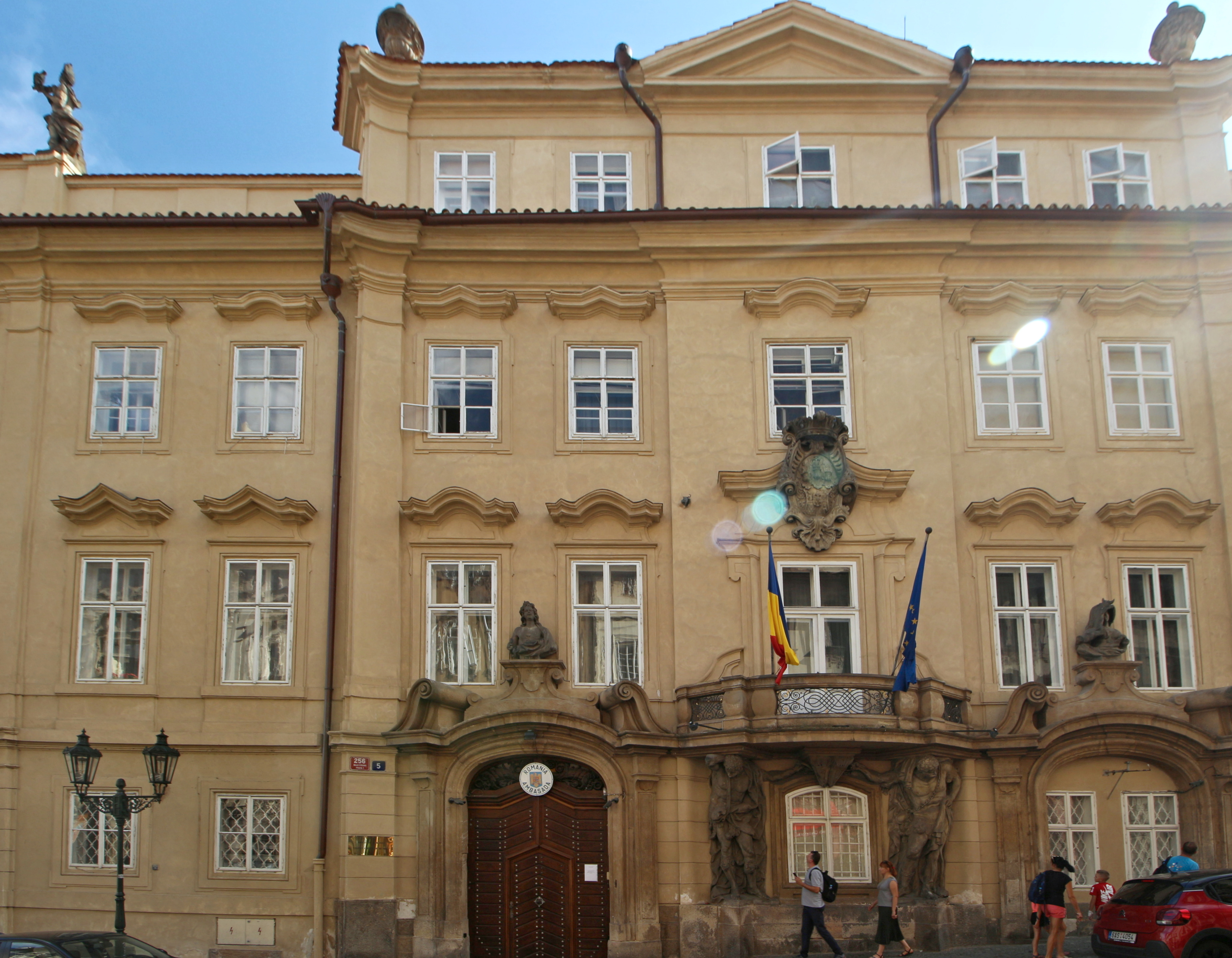
Morzinský palác v Praze

Morzinové pocházeli z Furlanska. Za prvního doloženého předka je pokládán Anselm rytíř z Mohru, který žil v první polovině 16. století. Za statečnou obranu Štýrského Hradce proti Turkům mu byl roku 1532 polepšen erb a změněno jméno na von Morzin.
V Čechách se Morzinové usadili v době třicetileté války v 17. století v osobě Kamila Rudolfa z Morzinu († 1646), generála rakouské armády. V roce 1632 Morzinové získali český inkolát. Po násilné smrti generalissima Albrechta z Valdštejna roku 1634 získal Kamil Rudolf valdštejnské panství Vrchlabí., které se stalo hlavním sídlem rodu v Čechách. V severovýchodních Čechách získali ještě například Hostinné či Lomnici nad Popelkou. Za své služby byli pak v roce 1636 Kamil Rudolf a jeho bratr Pavel (asi 1615–1688) císařem Ferdinandem II. povýšeni do říšského hraběcího stavu.
Po smrti Rudolfa, který zemřel bezdětný, zdědil v roce 1646 rodinný majetek jeho bratr Pavel. Pavel se snažil na svých panstvích upevňovat katolictví, a to i násilím, což vedlo k nepokojům a násilnému potlačení rebelie v roce 1651. Měl dvanáct potomků, z toho čtyři syny – Jana Rudolfa, Františka Mikuláše, Ferdinanda Matyáše a Pavla Tomáše, mezi něž se pak rozdělil rodinný majetek. V této generaci se rod rozdělil na dvě větve.
Starší větev představovali potomci Jana Rudolfa z Morzinu (1641–1702) a jeho manželky Evy Konstantiny rozené Vratislavové z Mitrovic. Tato větev vyhasla Františkem z Morzinu v roce 1791 a majetek po ní převzala mladší větev, zastoupená Rudolfem Ferdinandem.
Tato mladší větev rodu vymřela roku 1881 smrtí Rudolfa z Morzinu, čímž v mužské linii vyhasl celý rod. Veškerý rodový majetek zdědila jeho dcera Aloisie, která se vdala za Heřmana Zdenka Černína z Chudenic, čímž byl položen základ spojeného rodu Czernin–Morzinů.

### Václav z Morzinu

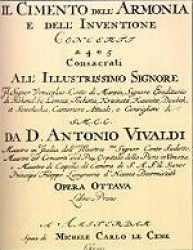
Titulní strana cyklu koncertů Antonia Vivaldiho Il cimento dell'armonia e dell'inventione obsahujících Čtvero ročních dob s věnováním Václavu hraběti z Morzinu

Ze starší větve pocházel také jeden z nejvýznamnějších představitelů rodu, Václav z Morzinu (1675–1737), který nejprve nastoupil vojenskou kariéru a pod Evženem Savojským bojoval proti Turkům. Po smrti svého staršího bratra ovšem převzal správu panství a začal bohatě podporovat stavební činnost na svých statcích. V Praze nechal například postavit Morzinský palác v Nerudově ulici na Malé Straně.
Václav (německy Wenzel) z Morzinu byl velkým milovníkem hudby a mecenášem. Provozoval vlastní šlechtickou kapelu, jak bylo v té době zvykem, ovšem kapela hraběte Morzina byla výjimečná tím, že zaměstnával výhradně profesionální hudebníky. V jeho kapele působilo mnoho významných skladatelů té doby, např. Antonín Reichenauer, František Jiránek nebo Johann Friedrich Fasch. Rovněž bylo zvykem ve vyšších kruzích té doby, aby kapela měla svého italského maestro di cappella, byť alespoň na dálku. Maestrem Václava z Morzinu nebyl nikdo menší než Antonio Vivaldi, jenž hraběti věnoval pojednání Il cimento dell'armonia e dell'inventione obsahující nejslavnější Vivaldiho cyklus houslových koncertů, Čtvero ročních dob.
Vzhledem k velmi nákladnému životnímu stylu, zejména kulturním počinům, však Václav z Morzinu svůj rod velmi zadlužil.

### Poslední členové rodu

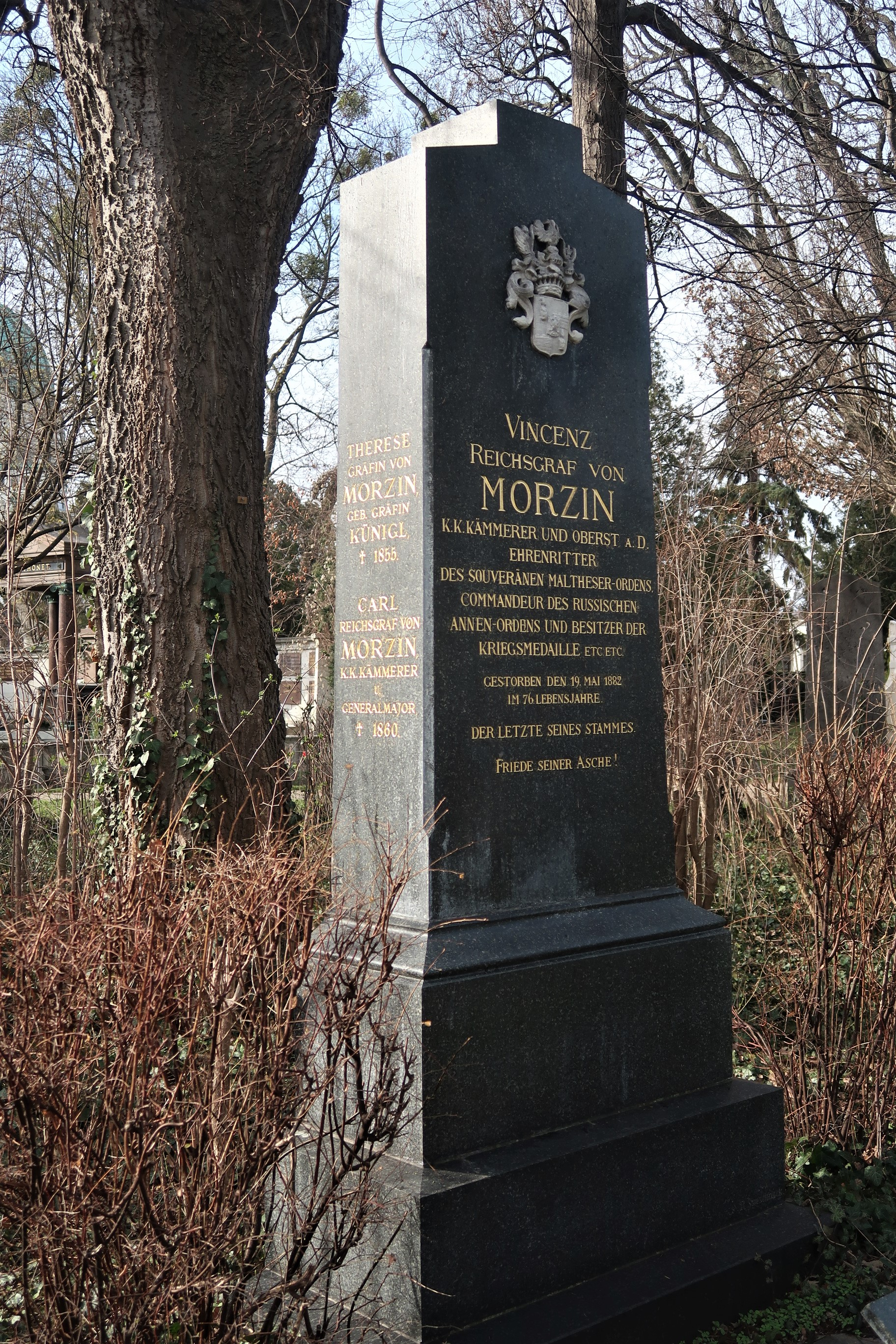
Hrob posledního potomka rodu hraběte Vincence Morzina na Ústředním hřbitově ve Vídni

Posledním mužským členem starší větve rodu byl František Xaver z Morzinu (1734–1791).
Mladší větev rodu založil Pavlův mladší syn Ferdinand Matyáš († 1725). Ten koupil v roce 1712 Chlumčany na Plzeňsku. Posledním mužským členem této větve byl Rudolf Morzin (1801–1881). Jeho jediná dcera Aloisie (1832–1907) pak se svým manželem hrabětem Heřmanem Czerninem z Chudenic (1819–1892) spojila rod s Černíny, čímž vznikl rod Czernin-Morzin. Toto spojené příjmení však směla používat teprve další generace od roku 1908. Posledním vlastníkem morzinského majetku v Čechách byl Jaromír Czernin-Morzin (1908–1966), kterému byl v roce 1945 rodový majetek zkonfiskován československým státem.
Úplně posledním potomkem rodu byl Rudolfův bratranec hrabě Vincenc Morzin (1808–1882), který již nevlastnil žádný majetek. Byl c. k. komořím, plukovníkem a rytířem Maltézského řádu. Je pochován na Centrálním hřbitově ve Vídni a na jeho hrobu je vyznačeno, že jím rod vymřel.

## Vývoj majetku a stavební aktivity Morzinů v 17.–19. století
Morzinové od třicetileté války až do vymření rodu koncem 19. století vlastnili v Čechách řadu panství, především v Podkrkonoší a na Klatovsku, s jejich jménem je spojena výstavba několika hodnotných zámků (Dolní Lukavice, Křinec) a především Morzinského paláce v Nerudově ulici na Malé Straně v Praze. Dlouhodobé finanční problémy na druhou stranu znemožnily Morzinům angažmá ve vysokých státních úřadech. Z konfiskací po zavražděném Albrechtovi z Valdštejna získal císařský generál Rudolf z Morzinu panství Vrchlabí, které svými rozsáhlými zalesněnými pozemky zasahujícími až na nejvyšší vrcholky Krkonoš patřilo až do 19. století k základním pilířům morzinovského majetku v Čechách. Mimoto byl po Valdštejnově smrti Rudolf Morzin odměněn ještě hotovostí ve výši 100 000 zlatých.
Dědicem Rudolfa Morzina byl jeho bratr Pavel Morzin (1613–1688), který významně rozšířil rodové statky v různých částech Čech, k Vrchlabí přikoupil Lomnici nad Popelkou (1654). V západních Čechách zakoupil značně velké majetky v okolí Klatov (Dolní Lukavice, 1666; Klenová, Opálka, 1673). I když jsou doloženy stavební úpravy například na zámku Vrchlabí nebo na hradě Opálka, nejvíce se Pavel Morzin věnoval městečku Křinec u Nymburka, které získal v roce 1650. Zde v několika etapách nechal vystavět zámek, zasloužil se i o rozvoj celého městečka, které nechal osídlit obyvatelstvem ze svých statků v Podkrkonoší. U přestavby křineckého zámku a kostela sv. Jiljí se obecně uvažuje o autorství významného barokního architekta Carla Luraga, zmínku si zaslouží i dnes již neexistující lovecký zámek Kunstberk u Křince. Na sklonku života zakoupil Pavel Morzin ještě statky na jižní Moravě, které se však v rodině udržely jen krátce.

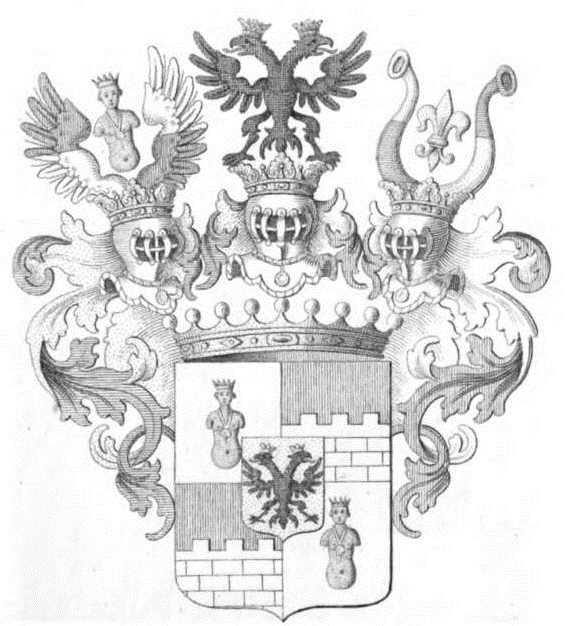
Starší podoba erbu z let 1846 až 1865

Již Pavel Morzin kupoval na dluh, v následujících generacích nutilo početné potomstvo k dalším nákupům, takže již koncem 17. století dosáhlo úvěrové zatížení rodiny výše půl miliónu zlatých. Finanční obtíže dokládá například transakce na panství Čachrov v západních Čechách. Přesto i v generaci Pavlových synů došlo k nákupu dalších statků a stavbě zámků ve středních Čechách (Nový Ronov, Loukovec). V Podkrkonoší rodový majetek dočasně rozšířil nákupem panství Hostinné (1703) předčasně zemřelý Maxmilián Morzin (1673–1706). Ten ve svých rukou soustředil rozsáhlý majetek ve středních a východních Čechách a navzdory přetrvávajícím finančním problémům proslul jako mecenáš církve (založení augustiniánského kláštera ve Vrchlabí). Maxmiliánovým dědicem byl mladší bratr Václav Morzin (1674–1737), který proslul jako barokní mecenáš a byl mimo jiné iniciátorem stavby Morzinského paláce v Praze. Projektantem této jedné z nejvýznamnějších barokních palácových staveb byl proslulý architekt Santini. Santiniho autorství je doloženo i u sakrálních staveb na morzinovských statcích (kaple sv. Jana Nepomuckého v Křinci).
Zatímco starší větev Morzinů v Podkrkonoší se v 18. století ocitla na pokraji bankrotu, mladší linii se podařilo rozšířit majetek na Klatovsku přikoupením dalších panství Merklín (1728) a Ptenín (1738). V Pteníně tehdy vznikl lovecký zámek podle projektu významného západočeského architekta Jakuba Augustona, který byl též autorem přestavby zámku v Dolní Lukavici na reprezentační barokní sídlo. Obě linie Morzinů na svých sídlech pěstovaly bohatý kulturní život. U Václava Morzina (1675–1737) z vrchlabské větve byl jako maestro di capella dočasně zaměstnán slavný italský skladatel Antonio Vivaldi, který hraběti věnoval svůj nejslavnější cyklus houslových koncertů Il cimento včetně řady Čtvero ročních dob. U jeho bratrance Ferdinanda Maxmiliána Morzina (1693–1763) v Dolní Lukavici započal svou kariéru Joseph Haydn.
Obě větve Morzinů se po celé 18. století potýkaly s obrovskými dluhy, finanční problémy vedly nejen k uzavření rodinné smlouvy před vymřením starší linie, ale také k vynucenému prodeji několika zásadních rodových majetků (Dolní Lukavice 1780, Lomnice nad Popelkou 1796). Západočeská panství Merklín s Ptenínem přešla sňatkem na rod Kolovratů. Po vymření starší větve zůstalo Morzinům jen panství Vrchlabí, které ovšem stále patřilo k největším pozemkovým celkům ve východních Čechách. V první polovině 19. století došlo i na stavební úpravy vrchlabského zámku, které nechal provést Rudolf Morzin (1801–1881), jímž později zároveň celý rod vymřel. Sňatkem jeho dcery Aloisie (1832–1907) přešel majetek na hrabata Černíny, kteří v této linii přijali jméno Czernin-Morzin. I ve 20. století se Černínové potýkali s dlouhodobým zadlužením z dob Morzinů, částečně je vyřešil až za první republiky prodej Morzinského paláce v Praze (dnes je zde velvyslanectví Rumunska).